# 愛瑪·博尼諾
愛瑪·博尼諾（義大利語：Emma Bonino，1948年3月9日—），義大利政治人物，曾擔任外交部長。她曾是歐洲議會成員、義大利參議院成員。她自2006年至2008年間擔任意大利國際貿易部長，是意大利激进党（Italian Radicals）領導核心之一。
她於1972年畢業於博科尼大學現代語言和文學系。
愛瑪·博尼諾於2008年5月6日當選為參議院副主席。